# Macrodiplophyllum plicatum
Macrodiplophyllum plicatum là một loài rêu trong họ Scapaniaceae. Loài này được (Lindb.) Perss. mô tả khoa học đầu tiên năm 1949.